# 坂上老
坂上 老（さかのうえ の おきな）は、飛鳥時代の人物。姓は直のち忌寸。大義冠・坂上首名の子で、子に大国がいる。冠位は贈直広壱。
672年の壬申の乱で大海人皇子（天武天皇）の側につき、大伴吹負から皇子への連絡の使者になった。

## 出自
坂上氏は渡来系の東漢氏（倭漢氏）の一族である。東漢氏は直姓で支族が多く、大和国南部に本拠を持ち、軍事に関与することが多かった。

## 経歴
壬申の年（672年）の6月に大海人皇子が挙兵すると、近江大津宮にいた大友皇子（弘文天皇）は倭京に使者を派遣して軍を編成させた。倭はここでは大和のことで、倭京は飛鳥におかれた古い都のことである。しかしこのとき、大海人皇子側につくことを決めた大伴吹負は挙兵を目指して人数を集め、倭京の留守司の一人坂上熊毛と共に、一二の漢直に内応を求めた。漢直とは倭漢氏を指す。6月29日、まず秦熊が使者のふりをして馬に乗って馳せ、「高市皇子が不破から来た。軍衆が多く従っている」と誤報を言った。陣営の兵士は驚いて逃げ散った。それから数十騎で乗り込むと、熊毛と諸々の直が内応したため、吹負は難なく指揮権を奪取した。坂上老も熊毛と同族で「直」の一人であるから、ここで内応した一人である可能性が高い。
ことが成功してから、大伴吹負は不破宮にいた大海人皇子に報告の使者を派遣した。大伴安麻呂、坂上老、佐味宿那麻呂がその使者になった。彼等は無事に役目を果たしたが、そのあとの戦争での坂上老の行動については記録がない。佐味宿名麻呂は戻って倭の方面で戦ったから、老もそうしたかもしれないが、別の方面にいた可能性もある。
倭漢直は、天武天皇11年（682年）5月12日に、連の姓を与えられた。倭漢連は、天武天皇14年（685年）6月20日に、忌寸の姓を与えられた。坂上氏もこの中にあって直から連へ、また忌寸へと変わったと推定できる。
文武天皇3年（699年）5月8日に天皇は次のような詔を発した。「図勲の義は前を修めることから始まり、創功の賞は歴代これを重んじる。壮士の節をあきらかにし、不朽の名をあらわすためである。汝、坂上忌寸老は壬申の年の軍役に自分の命をかえりみず、社稷の急に赴き、万死を出て国難に立ち向かった。そしてまだはっきり功賞されずに急死した。死後に優遇して冥途で慰めようと思う。直広壱を贈り、物を与えよ。」と。坂上老はこの日か少し前に死んだと推測できる。壬申の功臣の死に際しての恩典を記す箇所は、『日本書紀』と『続日本紀』に数多いが、老に対するものがもっとも詳しい。しかしこれは、老に対する評価が最高ということではないらしい。